# Visingsö församling
Visingsö församling är en församling i Södra Vätterbygdens kontrakt av Växjö stift i Jönköpings kommun i Småland. Församlingen ingår i Gränna-Visingsö pastorat.
Församlingskyrkor är Kumlaby kyrka och Brahekyrkan. 

## Administrativ historik
Församlingen har medeltida ursprung, under namnet Ströja församling. Det nuvarande namnet antogs på 1500-talet då Kumlaby församling uppgick i denna.

### Pastorat
- Till 6 april 1555: moderförsamling i pastoratet Visingsö och Sanna.
- 6 april 1555 till 1 januari 1962: eget pastorat.
- 1 januari 1962 till 1 januari 1963: annexförsamling i pastoratet Gränna stadsförsamling, Gränna landsförsamling och Visingsö.
- Från 1 januari 1963: annexförsamling i pastoratet Gränna och Visingsö.[3]

## Areal
Visingsö församling omfattade den 1 januari 1976 en areal av 25,6 kvadratkilometer, varav 25,6 kvadratkilometer land.

## Series pastorum
Lista över kyrkoherdar i Visingsö församling.
| Verksam   | Namn                        | Levnadstid | Övrigt                                                                                                |
| --------- | --------------------------- | ---------- | --- |
| 1326      | Suno                        |            | |
| 1326      | Wighlacus                   |            | |
| 1409–1416 | Håkan                       |            | |
| 1470      | Nicolaus                    |            | |
| 1524      | Johannes Benedicti          |            | |
| 1558–1587 | Erasmus Petri Danus         | död 1587   | |
| 1588–1606 | Andreas Benedicti           |            | |
| 1606–1614 | Benedictus Erici            |            | |
| 1614–1643 | Salomon Folcheri (Uplandus) | död 1643   | Grevskapets prost.                                                                                    |
| 1643–1659 | Jonas Magni                 | död 1659   | Grevskapets prost.                                                                                    |
| 1659–1687 | Petrus Erlandi Wircknæus    | 1609–1687  | Grevskapets prost.                                                                                    |
| 1687–1691 | Sveno Magni Oxelgreen       | 1648–1691  | |
| 1692–1711 | Harald Almquist             | 1657–1711  | Även teologie lektor vid gymnasiet Braheskolan.                                                       |
| 1713–1715 | Haquinus Wisingh            | 1664–1715  | Även teologie lektor vid gymnasiet Braheskolan.                                                       |
| 1717–1723 | Benedictus Höök             | 1677–1723  | Även teologie lektor vid gymnasiet Braheskolan.                                                       |
| 1725–1736 | Joseph Lindahl              | 1725–1736  | Även teologie lektor vid gymnasiet Braheskolan. Senare kyrkoherde i Gränna församling. Kontraktsprost |
| 1736–1749 | Carl Lallerman              | 1705–1772  | Även teologie lektor vid gymnasiet Braheskolan. Senare kyrkoherde i Markaryds församling.             |
| 1749–1768 | Anders Unge                 |            | Även teologie lektor vid gymnasiet Braheskolan. Senare kyrkoherde i Korsberga församling. Häradsprost |
| 1769–1816 | Johan Almqvist              | 1731–1816  | Även teologie lektor vid gymnasiet Braheskolan. Häradsprost                                           |
| 1817–1839 | Pehr Ekman                  | 1769–1839  | Häradsprost                                                                                           |
| 1841–1865 | Per Colliander              | 1790–1865  | |
| 1866–1885 | Adolf Wilhelm Bergvall      | 1806–1885  | Kontraktsprost.                                                                                       |
| 1886–1904 | August Bursell              | 1830–1904  | |
| 1905–1915 | Johannes Emanuel Wirseen    | 1856–1915  | |
| 1916–1925 | Johan Malkolm Danielsson    | 1869–1949  | Kontraktsprost.                                                                                       |
| 1926–1941 | Oscar Burman                | 1890–1972  | Kontraktsprost.                                                                                       |
| 1942–1958 | Harald Möllerström          | 1905–1982  | |

### Komministrar
| Verksam   | Namn                       | Levnadstid | Övrigt                                                                    |
| --------- | -------------------------- | ---------- | ------------------------------------------------------------------------- |
| 1593–1596 | Birgerus                   |            |                                                                           |
| 1637      | Magnus Salomonis Wisingius |            |                                                                           |
| 1646–1648 | Assar                      |            |                                                                           |
| 1649–1653 | Jonas Jonæ Grennensis      |            | Senare kyrkoherde i Kulltorps församling.                                 |
| 1656–1668 | Petrus Andreæ              | död 1682   |                                                                           |
| 1670–1671 | Johannes Åhman             |            | Även konrektor vid skolan. Senare pastor i Västergötland.                 |
| 1671–1679 | Laurentius Johannis Quist  | död 1696   | Även konrektor vid skolan.                                                |
| 1679–1686 | Sveno Magni Oxelgreen      | 1648–1691  | Även konrektor vid skolan. Senare kyrkoherde i församlingen.              |
| 1689–1722 | Sveno N. Wetter.           | 1654–1722  | Även konrektor vid skolan.                                                |
| 1722–1730 | Israel Wisingh             | 1694–1743  | Även konrektor vid skolan. Senare kyrkoherde i Sjösås församling.         |
| 1730–1739 | Carl Schierling            |            | Även konrektor vid skolan. Senare rektor vid Visingsö skola.              |
| 1739–1746 | Nils Tollesson             | 1707–1746  | Även konrektor vid skolan.                                                |
| 1747–1758 | Sven Runnquist             |            | Även konrektor vid skolan. Senare kyrkoherde i Ölmstads församling.       |
| 1758–1759 | Arvid Abraham Ölander      |            | Även konrektor vid skolan. Senare kyrkoherde i Ölmstads församling.       |
| 1760–1774 | Bengt Kallenberg           | 1712–1774  | Även konrektor vid skolan.                                                |
| 1776–1788 | Johan Henrik Lieberwirth   | 1708–1788  | Även konrektor vid skolan.                                                |
| 1788      | Jonas Liliander            |            | Även konrektor vid skolan. Senare slottspastor i Jönköping.               |
| 1788–1789 | Carl Petrin                |            | Även konrektor vid skolan. Senare rektor vid Visingsö skola.              |
| 1790–1799 | Anders Segud Wiesel        |            | Även konrektor vid skolan. Senare kyrkoherde i Slätthögs församling.      |
| 1799–1800 | Carl Lindeström            |            | Även konrektor vid skolan. Senare kyrkoherde i Södra Unnaryds församling. |
| 1801–1813 | Santhe Daniel Ringensson   |            | Även konrektor vid skolan. Senare kyrkoherde i Södra Ljunga församling.   |
| 1814–1822 | Sven Jonas Rooth           |            | Senare komminister i Algutsboda församling.                               |
| 1823–1854 | Johan Peter Werner         |            | Senare kyrkoherde i Järstorps församling.                                 |
| 1854–1862 | Håkan Sjögren              |            | Senare kyrkoherde i Tofteryds församling.                                 |
| 1863–1879 | Carl Gustaf Mozart         |            | Senare kyrkoherde i Tingsås församling.                                   |
| 1879–1885 | Johan Magnus Lundeen       | 1848–1885  |                                                                           |
| 1886–1904 | Johannes Emanuel Wirseen   | 1856–1915  | Senare kyrkoherde i församlingen.                                         |

## Klockare, kantor och organister
| Ämbetstid | Namn                       | Levnadstid   | Övrigt                            |
| --------- | -------------------------- | ------------ | --------------------------------- |
| 1694–1695 | Andreas Simonis Neuver     | ca 1625–1695 | Klockare                          |
| 1696–1711 | Oluf Hall                  | –1711        | Klockare                          |
| 1715–1718 | Håkan Tunander             | ca 1674–1718 | Klockare                          |
| 1719–1721 | Niclas Fogelgren           | ca 1689–1721 | Klockare                          |
| 1722–1751 | Anders Wetterwijk          | ca 1697–1751 | Klockare och trädgårdsmästare     |
| 1755–1784 | Peter Fogelmark            | ca 1717–1784 | Klockare och kyrkoskrivare        |
| 1788–1810 | Anders Eric Vigrell        | 1752–1818    | Klockare                          |
| 1798–1819 | Anders Johan Holmström     | 1780–1819    | Organist                          |
| 1819–1840 | Jonas Peter Rosander       | 1797–        | Klockare och organist             |
| 1856–1869 | Anders Peter Blomqvist     | 1812–1869    | Klockare och organist             |
| 1870–1871 | Johan August Forsén        | 1843–        | Klockare och organist             |
| 1872–1875 | Carl Johan Alfred Lindholm | 1843–        | Klockare, organist och skollärare |
| 1875–1879 | Lars Peter Wahlström       | 1843–        | Klockare, organist och skollärare |
| 1879–1910 | Anders Peter Aldén         | 1851–1927    | Klockare, organist och skollärare |